# Nicolas Fauvergue
Nicolas Fauvergue (Béthune, 13 de outubro de 1984) é um ex-futebolista francês que atuava como atacante.[carece de fontes?]

## Carreira
Em 5 de agosto de 2009, o RC Strasbourg contratou Fauverge por empréstimo do OSC Lille. Em 23 de junho de 2010, o CS Sedan Ardennes o contratou por empréstimo por um ano do OSC Lille, com opção de compra.
Em junho de 2014, depois de vencer a Ligue 2 com o Metz na temporada anterior, ele assinou um contrato de dois anos com o time rebaixado AC Ajaccio.
Em 28 de agosto de 2015, Fauvergue deixou o AC Ajaccio para assinar pelo Paris FC.